# زنان در یمن
زنان در یمن از لحاظ تاریخی به دلیل جنسیت، با جامعه ای بسیار پدرسالار، در معرض خطر قرار گرفته‌اند. اگرچه دولت یمن تلاشهایی را در جهت بهبود حقوق زنان در یمن انجام داده‌است (از جمله تشکیل استراتژی توسعه زنان و استراتژی توسعه سلامت زنان)، بسیاری از هنجارهای فرهنگی و مذهبی، همراه با ضعف اجرای این قانون از دولت یمن، زنان یمن را از داشتن حقوق برابر با مردان منع کرده‌اند.
در سال ۲۰۱۷، زنان یمنی حقوق اقتصادی، اجتماعی و فرهنگی زیادی ندارند. در حالی که در سال ۱۹۶۷ حق رأی به دست آورده‌اند و حمایت قانون اساسی و حقوقی در سالهای اول اتحاد یمن بین سالهای ۱۹۹۰–۱۹۹۴ برای زنان گسترش یافت، آنها همچنان «در استفاده از حقوق کامل سیاسی و مدنی خود» مبارزه می‌کنند. تاریخ نشان می‌دهد که زنان در جامعه یمن نقش‌های اصلی ایفا کرده‌اند. برخی از زنان یمن قبل از اسلام و اوایل اسلامی جایگاه نخبه ای در جامعه داشتند. به عنوان مثال ملکه سبا «منبع غرور و افتخار ملت یمن است». علاوه بر این، ملکه آروا به دلیل توجه به زیرساخت‌ها مورد توجه قرار گرفته‌است، که به زمان مستند شده به رونق سرزمین‌های تحت حکومت وی افزوده‌است. با این حال، زنان امروزی یمن در معرض جامعه ای هستند که منعکس کننده سنت‌های عمدتاً کشاورزی، قبیله ای و مردسالاری است. این موارد همراه با بی سوادی و مسائل اقتصادی باعث شده‌است تا زنان به‌طور مداوم از حقوق خود به عنوان شهروندان یمن محروم شوند.
با توجه به درگیری مسلحانه مداوم در یمن از اواخر مارس ۲۰۱۵، یمن در سراسر جهان دستخوش یک بحران بشردوستانه است. این درگیری متهمات بسیاری برای نقض و سوء استفاده از قوانین بین‌المللی حقوق بشر و نقض قوانین بین‌المللی بشردوستانه به بار آورده‌است. این وقایع وحشیانه بوده و عواقب بی رحمانه ای بر همه غیرنظامیان، به ویژه در مورد زندگی زنان و دختران جوان داشته‌است. با توجه به تنش و هرج و مرج بحران در کشور، همراه با نابرابری جنسیتی عمیق، شرایط زنان و دختران در یمن با وخیم تر شدن درگیری رو به وخامت می‌گذارد.

## دسترسی به عدالت
در حالی که ماده ۴۰ و ۴۱ قانون اساسی اتحاد یمن ۱۹۹۰ تصریح می‌کند که همه شهروندان برابر قانون در نظر گرفته می‌شوند و "هر شهروند حق دارد در زندگی سیاسی، اقتصادی، اجتماعی و فرهنگی کشور شرکت کند" تبعیض جنسیتی در یمن رواج دارد.

## خشونت مبتنی بر جنسیت

### قوانین تبعیض آمیز
زنان در یمن نیز از طریق نهادینه شدن قوانین تبعیض آمیز در معرض خشونت قرار می‌گیرند. ماده ۴۲ قانون جرائم و مجازات شماره ۱2 (1994) مبلغ خون زن (دیه) را نصف مرد می‌داند و عملاً زندگی زن را به نصف اندازهٔ مردان کاهش می‌دهد. در حادثه قتل ناخواسته، قانون جبران کشته شدن یک مرد (دیه)، یک میلیون ریال یمن (YR) را که حدود ۵۰۰۰ دلار است، مشخص می‌کند. با این حال، برای خانواده‌های قربانیان زن نیمی از این مبلغ را مشخص می‌کنند.

### حقوق بشر
جامعه بین‌المللی اذعان شده‌است که ارتقاء حقوق زنان ابزاری برای اطمینان از توسعه پایدار است. کنوانسیون حذف همه اشکال تبعیض علیه زنان (CEDAW) 1979 وظایف قانونی را برای از بین بردن تبعیض در برابر زنان و تضمین برابری بین زن و مرد وضع می‌کند.

## حقوق اقتصادی
در گزارش جهانی شکایات جنسیتی در سال ۲۰۱۴، از ۱۴۲ کشور موجود در این گزارش، یمن در رده آخر قرار دارد و از سال ۲۰۰۷ به بعد این روند ادامه داشته‌است. در حالی که زنان از حق مالکیت و استفاده از املاک حقوقی برخوردار هستند، بسیاری از زنان در یمن به اعضای مرد خانواده خود حق اداری می‌دهند زیرا از حقوقشان آگاه نیستند. این امر به «بی سوادی گسترده، نگرش‌های مردسالارانه و نادیده گرفتن زنان از حقوق اقتصادی آنها» نسبت داده شده‌است. در سال ۲۰۰۳، تخمین زده می‌شد که تنها ۳۰٪ از جمعیت زنان یمن سواد داشته باشند. همان‌طور که الهوم حقیقت سورللینی خاطرنشان می‌کند، رشد اقتصاد "می‌تواند نیاز قدرتمندی را برای ورود زنان به نیروی کار ایجاد کند "، با این حال، "عدم رشد اقتصادی و وابستگی به کشورهای توسعه یافته" و بی‌ثباتی عمومی تر "می‌تواند مانع از بروز زنان در اجتماع شود. امروز، ۴۱٫۸٪ از جمعیت یمن زیر خط فقر زندگی می‌کنند، بسیاری از آنها زن هستند. خانه آزادی گزارش داده که در حالی که ۷۳ درصد پسران در مقطع ابتدایی در مناطق روستایی ثبت نام می‌کردند، تنها ۳۰ درصد دختران ثبت نام کردند. گرچه قانون کار در سال ۱۹۹۵ تبعیض در محل کار بر اساس جنسیت را ممنوع می‌کند، در عمل اجرا نمی‌شود، بنابراین فرصت‌های زیادی را برای زنان محدود می‌کند.

## جایزه نوبل
توکل کرمان، فعال حقوق زنان یمنی، بنیانگذار و رئیس روزنامه نگاران زنان بدون زنجیره (WJWC)، یکی از سه دریافت کننده جایزه صلح نوبل سال ۲۰۱۱ بود. همان‌طور که در مقاله الجزیره اشاره شده‌است، این جایزه به عنوان «تحسین برای کل بهار عربی» و همچنین شناخت «قدرت زنان در ظهور بهار عربی» اهدا می‌شود. کمیته نوبل اظهار داشت که به دلیل «تلاش غیر خشونت‌آمیز برای امنیت زنان»، کرمان به‌طور ویژه این جایزه را دریافت کرده‌است. از سال ۲۰۰۷، کرمان بارها تظاهرات‌ها و تحصن‌هایی را ترتیب داده و رهبری کرده‌است که تعداد زیادی از زنان یمنی قصد دستیابی به برابری بیشتر را دارند.

## نگارخانه

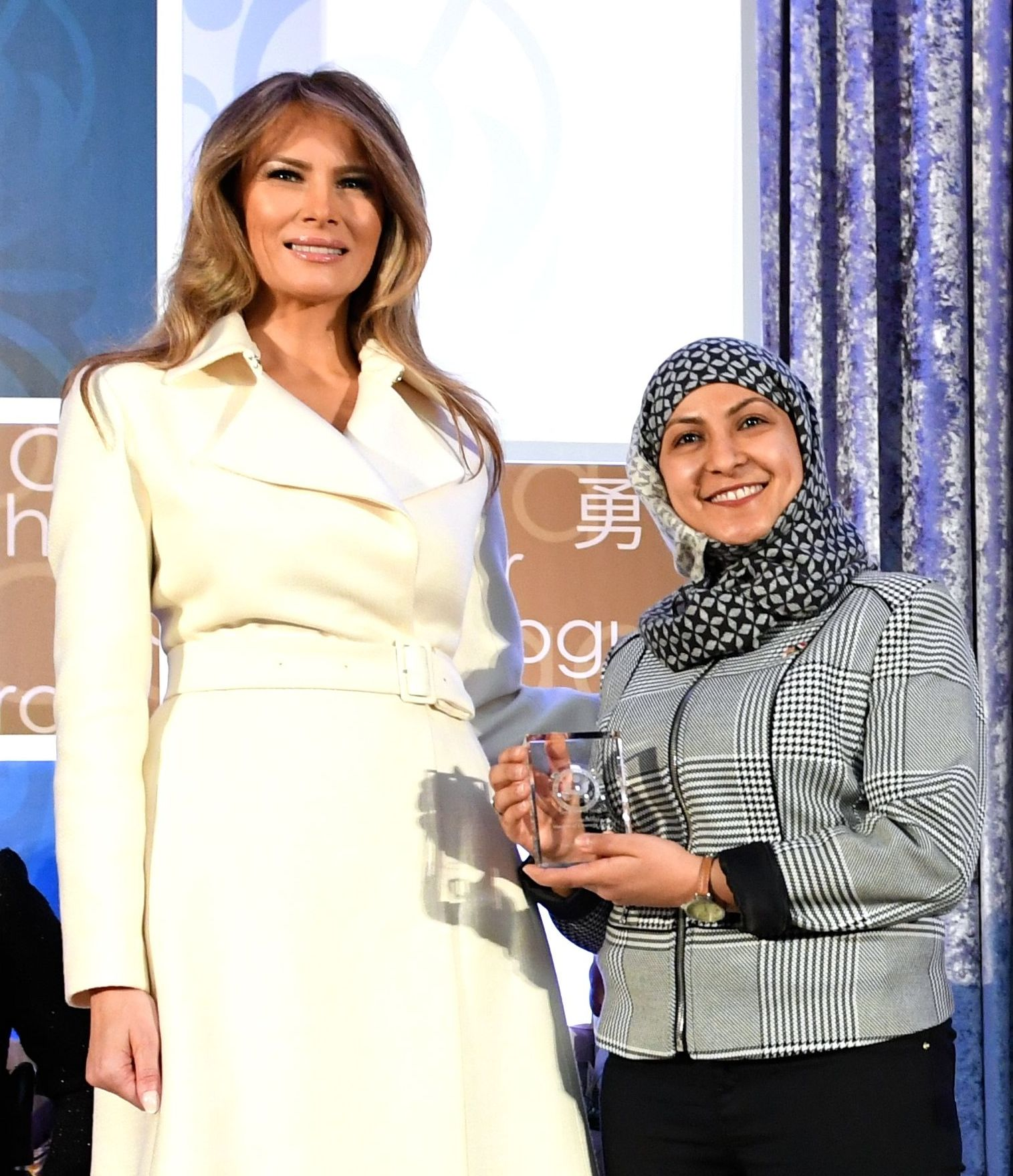
فادیه نجیب ثابت فعال حقوق بشر و برنده جایزه بین‌المللی زنان شجاع
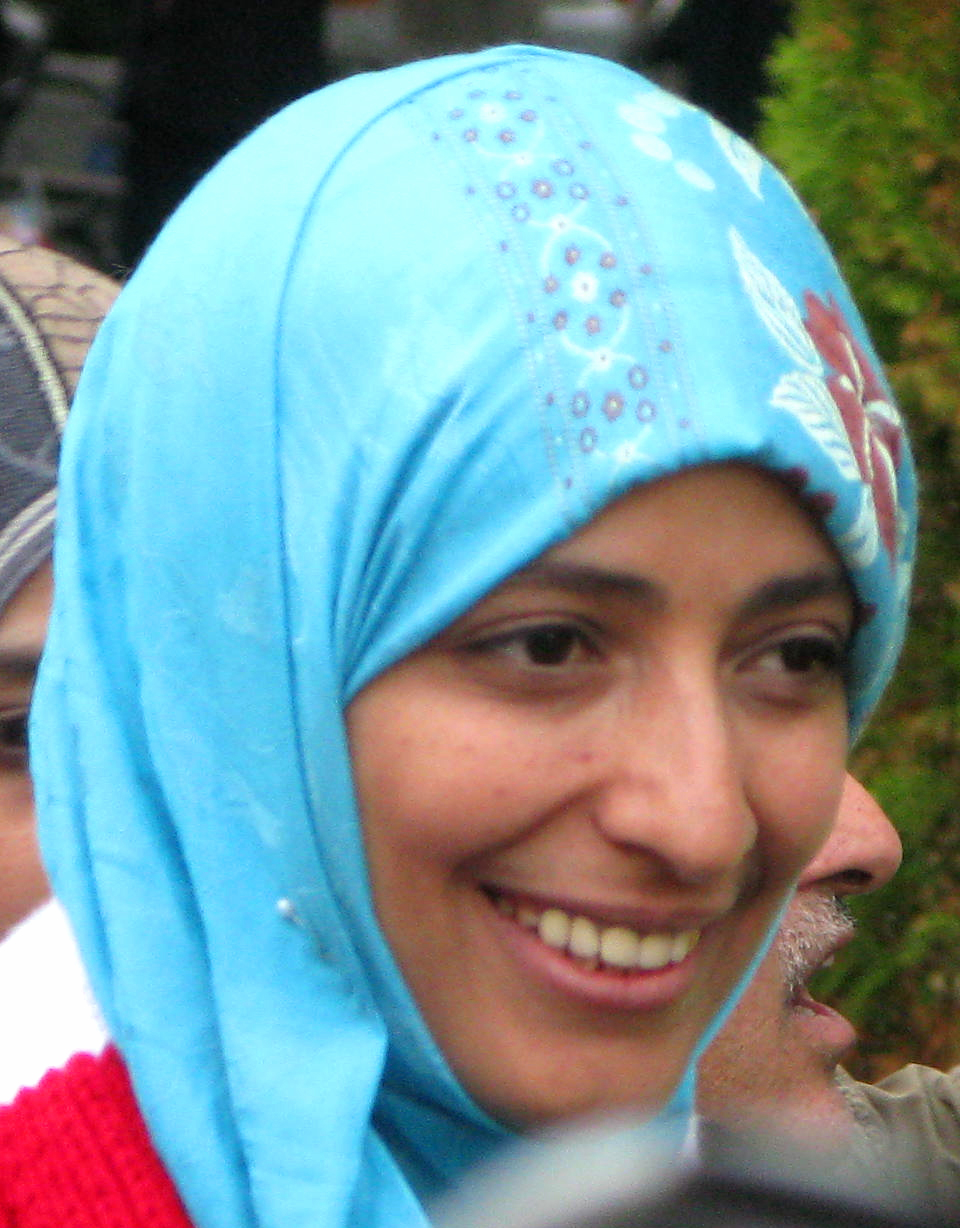
توکل کرمان،روزنامه‌نگار، فعال سیاسی، مدیر سازمان زنان روزنامه‌نگار رها از بند ، شاعر و برنده جایزه صلح نوبل (۲۰۱۱)
رئوفه حسن الشرکی، فعال حقوق بشر و فعال حقوق زنان